# 胡訓
胡訓（1474年—1548年），字誨之，號南山，江西南昌縣人，明朝政治人物。

## 生平
弘治十四年（1501年）辛酉科江西鄉試第十六名。弘治十五年（1502年）壬戌科三甲第一百三十二名進士。授行人司行人，四年闰九月选授南京雲南道监察御史。不久，十年六月升浙江按察司佥事，十五年十一月升廣東按察司副使，嘉靖四年（1525年）四月升浙江布政使司左参政。历升贵州左布政使，八年十月升都察院右副都御史、巡撫雲南，丁忧归，服阕，十二年六月起复原职。十五年十一月入为南京工部右侍郎，十八年九月升南京都察院右都御史，二十二年五月升南京工部尚书。二十五年九月改南京兵部尚书，参赞机务。二十六年八月，以衰老多病被弹劾，加太子少保，致仕归。嘉靖二十七年（1548年）二月卒於家，賜祭葬如例。

## 家族
曾祖父胡彥良；祖父胡崇信（1396年-1455年），號實庵，贈资善大夫南京工部尚书；父胡仲倫，遇例冠帶，累资善大夫南京工部尚书。前母朱氏；前母徐氏；前母鄢氏；母余氏。具庆下。弟詔（将乐县丞）、誥（安宁典史）。